# Apollo 4
Apollo 4 war der erste, noch unbemannte, Testflug der Rakete Saturn V mit dem Apollo-Raumschiff. Der Start erfolgte am 9. November 1967 um 12:00:01 Uhr UTC von Startrampe LC-39A des Kennedy Space Centers.

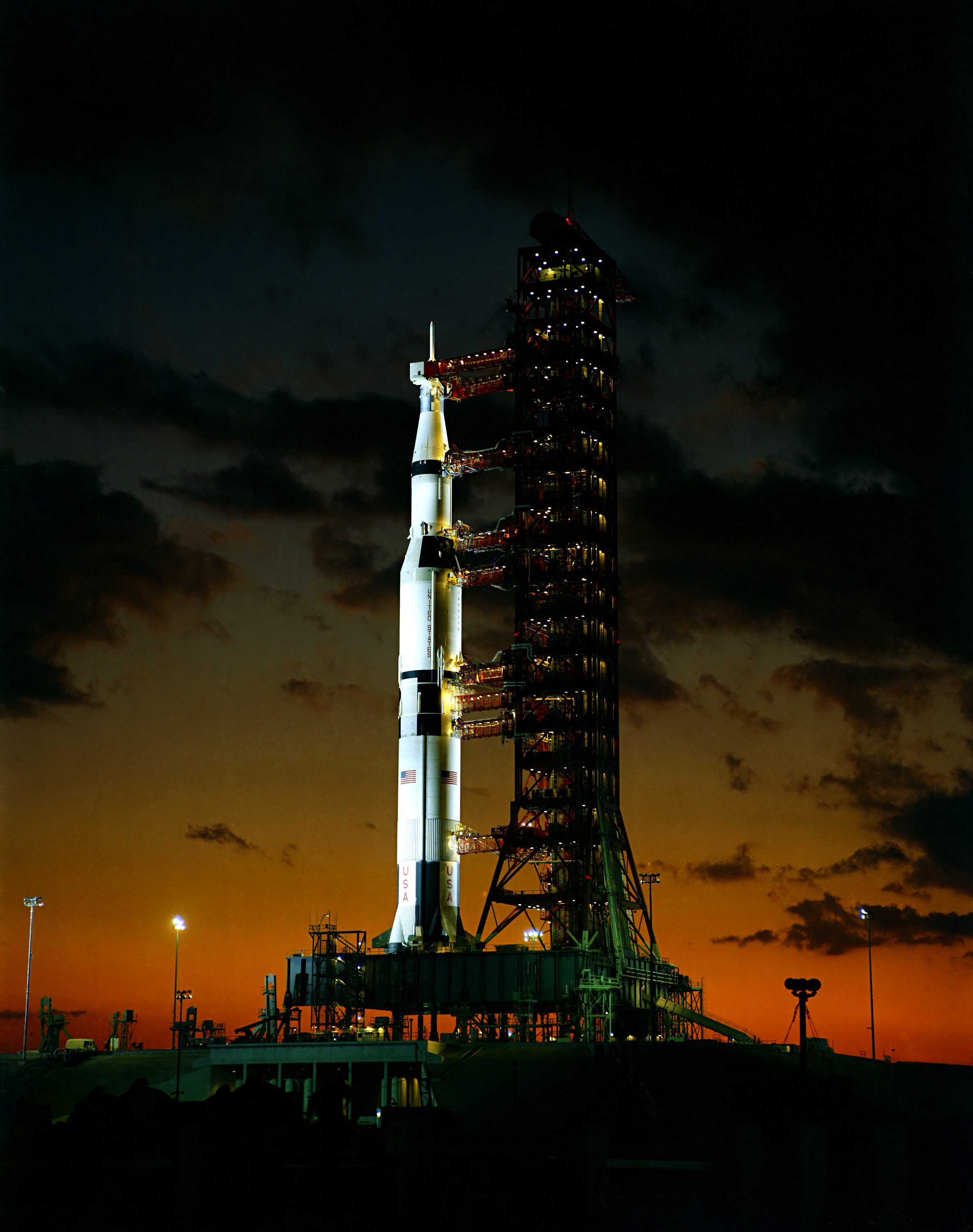
Apollo 4 auf der Startrampe

Apollo 4 wurde zuerst in eine Umlaufbahn von ca. 190 km Höhe gebracht. Nach zwei Erdumläufen wurde die dritte Stufe der Saturn V erneut gezündet, später auch das Triebwerk des Apollo-Servicemoduls, um es bis zu einer Entfernung von 18.000 km über der Erdoberfläche zu bringen. Apollo 4 wendete und zündete die Triebwerke noch einmal, um so mit hoher Geschwindigkeit zur Erde zurückzukehren. Noch am selben Tag wasserte das Raumschiff im Atlantik und wurde etwa 16 km vom geplanten Landeort von der Bennington geborgen. Alle Tests verliefen erfolgreich.
An der zweiten Stufe S-II waren zwei Kameras angebracht, die die Stufentrennung der S-IC und den Abwurf des Zwischenringes sowie die Trennung von der S-IVB und deren Zündung filmten. Die Kameras liefen mit vierfacher Geschwindigkeit und erlaubten so eine Zeitlupendarstellung der Vorgänge bei der Stufentrennung. Die Filmkassetten wurden nach der Belichtung von der Stufe getrennt und landeten an Fallschirmen im Atlantik, wo sie anschließend geborgen werden konnten.
Der Flug trug die interne Projektnummer AS-501.
Nachdem am 27. Januar 1967 drei Astronauten bei einem Test im Apollo-Raumschiff ums Leben kamen, wurde deren Mission AS-204 rückwirkend Apollo 1 benannt. Im April 1967 wurde dann entschieden, dass der nächste Flug im Rahmen des Apollo-Programms die Bezeichnung Apollo 4 erhalten würde. Für die bisherigen Starts blieb es bei den Projektbezeichnungen AS-201 (26. Februar 1966), AS-202 (25. August 1966) und AS-203 (5. Juli 1966), da sie bereits vor Apollo 1 stattfanden. Die Namen Apollo 2 und Apollo 3 sind nie offiziell verwendet worden.